# Sabellonga disjuncta
Sabellonga disjuncta är en ringmaskart som beskrevs av Hartman 1969. Sabellonga disjuncta ingår i släktet Sabellonga och familjen Sabellidae. Inga underarter finns listade i Catalogue of Life.